# 61.ª edición de los Premios Grammy
La 61.ª edición de los Premios Grammy se llevó a cabo el 10 de febrero de 2019 en el Staples Center de Los Ángeles en California, en reconocimiento a las mejores grabaciones, composiciones y artistas del periodo de elegibilidad que comprendió desde el 1 de octubre de 2017 al 30 de septiembre de 2018. Las nominaciones fueron anunciadas el 7 de diciembre de 2018, luego de haber sido aplazado su anuncio, antes programado para el 5 de diciembre, por la muerte del expresidente estadounidense George H. W. Bush. Este año, en vez de 5, fueron 8 los nominados a las categorías principales.
El 15 de enero se confirmó que la maestra de ceremonia sería la cantante Alicia Keys.

## Actuaciones[1]
| Artist(s)                                                                                 | Song(s) |
| ----------------------------------------------------------------------------------------- | --- |
| Camila Cabello con J Balvin, Ricky Martin, Young Thug & Arturo Sandoval                   | "Havana", "Pegate", "Mi Gente" |
| Shawn Mendes & Miley Cyrus                                                                | "In My Blood" |
| Kacey Musgraves                                                                           | "Rainbow" |
| Janelle Monáe                                                                             | "Make Me Feel", "Django Jane", "Pynk" |
| Post Malone & Red Hot Chili Peppers                                                       | "Stay", "Rockstar", "Dark Necessities" |
| Dolly Parton con Katy Perry, Maren Morris, Little Big Town, Kacey Musgraves & Miley Cyrus | "Here You Come Again", "Jolene", "After The Gold Rush", "Red Shoes", "Nine to Five"                                                                                       |
| H.E.R.                                                                                    | "Hard Place" |
| Cardi B con Chloe Flower                                                                  | «Money» |
| Alicia Keys                                                                               | "Maple Leaf Rag", "Killing Me Softly with His Song", "Unforgettable ", "Clocks", "Use Somebody", "In My Feelings", "Doo Wop (That Thing)", "Empire State of Mind"         |
| Dan + Shay                                                                                | "Tequila" |
| Diana Ross                                                                                | "The Best Years Of My Life", "Reach Out And Touch (Somebody's Hand)" |
| Lady Gaga, Mark Ronson, Andrew Wyatt & Anthony Rossomando                                 | "Shallow" |
| Travis Scott con James Blake & Philip Bailey                                              | "Stop Trying to Be God", "No Bystanders" |
| Jennifer López, Smokey Robinson, Alicia Keys & Ne-Yo                                      | "Dancing In The Street", "Please Mr. Postman", "Money (That's What I Want)", "Do You Love Me", "ABC", "My Girl", "Papa Was a Rollin' Stone", "Square Biz", "Another Star" |
| Brandi Carlile                                                                            | "The Joke" |
| Chloe x Halle                                                                             | "Where Is The Love" |
| Dua Lipa & St. Vincent                                                                    | "Masseduction", "One Kiss" |
| Yolanda Adams, Fantasia & Andra Day                                                       | "A Natural Woman" |

## Categorías generales[3]

### Grabación del año
| Ganador/Receptor                     | Nominados | Ref. |
| ------------------------------------ | --- | ---- |
| «This Is America» – Childish Gambino | - «I Like It» – Cardi B, Bad Bunny & J Balvin - «The Joke» – Brandi Carlile - «God's Plan» – Drake - «Shallow» – Lady Gaga & Bradley Cooper - «All The Stars» – Kendrick Lamar & SZA - «Rockstar» – Post Malone ft. 21 Savage - «The Middle» – Zedd ft. Maren Morris & Grey |      |

### Álbum del año
| Ganador/Receptor              | Nominados |  |
| ----------------------------- | --- |  |
| Golden Hour - Kacey Musgraves | - Invasion of Privacy – Cardi B - Scorpion – Drake - H.E.R. – H.E.R. - Beerbongs & Bentleys - Post Malone - Dirty Computer - Janelle Monáe - By The Way, I Forgive You - Brandi Carlile - Black Panther: The Album - Kendrick Lamar + Varios artistas |  |

### Canción del año
| Ganador/Receptor                                                                      | Nominados |
| ------------------------------------------------------------------------------------- | --- |
| «This Is America» - Donald Glover & Ludwig Goransson, compositores (Childish Gambino) | - «All The Stars» - Kendrick Duckworth, Solána Rowe, Al Shuckburgh, Mark Spears & Anthony Tiffith, compositores (Kendrick Lamar & SZA) - «Boo'd Up» - Larrance Dopson, Joelle James, Ella Mai & Dijon McFarlane, compositores (Ella Mai) - «God´s Plan» - Aubrey Graham, Daveon Jackson, Brock Korsan, Ron LaTour, Mathhew Samuels & Noah Shebib, compositores (Drake) - «In My Blood» - Teddy Geiger, Scott Harris, Shawn Mendes & Geoffrey Warburton, compositores (Shawn Mendes) - «The Joke» - Brandi Carlile, Dave Cobb, Phil Hanseroth & Tim Hanseroth, compositores (Brandi Carlile) - «The Middle» - Sarah Aarons, Jordan K. Johnson, Stefan Johnson, Marcus Lomax, Kyle Trewartha, Michael Trewartha & Anton Zaslavski, compositores (Zedd ft. Maren Morris & Grey) - «Shallow» - Lady Gaga, Mark Ronson, Anthony Rossomando & Andrew Wyatt, compositores (Lady Gaga & Bradley Cooper) |

### Mejor artista nuevo
| Ganador/Receptor | Nominados                                                                                        |
| ---------------- | ------------------------------------------------------------------------------------------------ |
| Dua Lipa         | - Chloe x Halle - Luke Combs - Greta Van Fleet - H.E.R. - Margo Price - Bebe Rexha - Jorja Smith |

## Categorías específicas[3]
Es importante aclarar que el premio no siempre se lo lleva la persona mencionada en la nominación. Hay premios para ingenieros, productores, compositores, etc. 

### Pop
Mejor interpretación pop solista
| Ganador/Receptor                                        | Nominados |
| ------------------------------------------------------- | --- |
| «Joanne (Where Do You Think You're Goin'?)» - Lady Gaga | - «Colors» - Beck - «Havana (Live)» - Camila Cabello - «God Is a Woman» - Ariana Grande - «Better Now» - Post Malone |

Mejor interpretación pop vocal dúo o grupo
| Ganador/Receptor                       | Nominados |
| -------------------------------------- | --- |
| «Shallow» - Lady Gaga & Bradley Cooper | - «Fall in Line» - Christina Aguilera ft. Demi Lovato - «Don´t Go Breaking My Heart» - Backstreet Boys - «'S Wonderful» - Tony Bennett & Diana Krall - «Girls Like You» - Maroon 5 ft. Cardi B - « Say Something» - Justin Timberlake ft. Chris Stapleton - «The Middle» - Zedd ft. Maren Morris & Grey |

Mejor álbum de pop tradicional
| Ganador/Receptor       | Nominados |
| ---------------------- | --- |
| My Way - Willie Nelson | - Love Is Here To Stay - Tony Bennett & Diana Krall - Nat "King" Cole & Me - Gregory Porter - Standards (Deluxe) - Seal - The Music...The Mem'ries...The Magic! - Barbra Streissand |

Mejor álbum de pop vocal
| Ganador/Receptor          | Nominados |
| ------------------------- | --- |
| Sweetener - Ariana Grande | - Camila - Camila Cabello - Shawn Mendes - Shawn Mendes - Reputation - Taylor Swift - Beautiful Trauma - P!nk - Meaning of Life - Kelly Clarkson |

### Dance/electrónica
Mejor grabación dance
| Ganador/Receptor                                             | Nominados | Ref. |
| ------------------------------------------------------------ | --- | ---- |
| «Electricity» - Silk City & Dua Lipa ft. Diplo & Mark Ronson | - «Northern Soul» - Above & Beyond ft. Richard Bedford - «Ultimatum» - Disclosure ft. Fatoumata Diawara - «Losing It» - Fisher - «Ghost Voices» - Virtual Self |      |

Mejor álbum dance/electrónica
| Ganador/Receptor          | Nominados | Ref. |
| ------------------------- | --- | ---- |
| Woman Worldwide - Justice | - Singularity - Jon Hopkins - Treehouse - Sofi Tukker - Oil of Every Pearl's Un-Insides – SOPHIE - Lune Rouge - TOKiMONSTA |      |

### Música contemporánea instrumental
Mejor álbum contemporáneo instrumental
| Ganador/Receptor                  | Nominados | Ref. |
| --------------------------------- | --- | ---- |
| Steve Gadd Band - Steve Gadd Band | - The Emancipation Procrastination - Christian Scott aTunde Adjuah - Laid Black - Marcus Miller - Protocol 4 - Simon Phillips |      |

### Rock
Mejor interpretación rock
| Ganador/Receptor                     | Nominados | Ref. |
| ------------------------------------ | --- | ---- |
| «When Bad Does Good» - Chris Cornell | - «Four Out of Five» - Arctic Monkeys - «Made An America» - Fever 333 - «Highway Tune» - Greta Van Fleet - «Uncomfortable» - Halestorm |      |

Mejor interpretación metal
| Ganador/Receptor                  | Nominados | Ref. |
| --------------------------------- | --- | ---- |
| «Electric Messiah» - High on Fire | - «Condemned To The Gallows» - Between the Buried and Me - «Honeycomb» - Deafheaven - «Betrayer» - Trivium - «On My Teeth» - Underoath |      |

Mejor canción de rock
| Ganador/Receptor             | Nominados | Ref. |
| ---------------------------- | --- | ---- |
| «Masseduction» - St. Vincent | - «Black Smoke Rising» - Greta Van Fleet - «Jumpsuit» - Twenty One Pilots - «Mantra» - Bring Me the Horizon - «Rats» - Ghost |      |

Mejor álbum de rock
| Ganador/Receptor                 | Nominados                                                                                                  | Ref. |
| -------------------------------- | --- | ---- |
| From The Fires - Greta Van Fleet | - Rainier Fog - Alice in Chains - M A N I A - Fall Out Boy - Prequelle - Ghost - Pacific Daydream - Weezer |      |

### Alternativa
Mejor álbum de música alternativa
| Ganador/Receptor | Nominados | Ref. |
| ---------------- | --- | ---- |
| Colors - Beck    | - Tranquility Base Hotel & Casino - Arctic Monkeys - Utopia - Björk - American Utopia- David Byrne - Masseduction - St. Vincent |      |

### R&B
Mejor interpretación de R&B
| Ganador/Receptor                       | Nominados | Ref. |
| -------------------------------------- | --- | ---- |
| «Best Part» - H.E.R. ft. Daniel Caesar | - «Long As I Live» - Toni Braxton - «Summer» - The Carters (Beyoncé & Jay Z) - «Y O Y» - Lalah Hathaway - «First Began» - PJ Morton |      |

Mejor interpretación de R&B tradicional
| Ganador/Receptor                                                                          | Nominados | Ref. |
| ----------------------------------------------------------------------------------------- | --- | ---- |
| «Bet Ain't Worth The Hand» - Leon Bridges & «How Deep Is Your Love» - PJ Morton ft. Yebba | - «Don't Fall Apart On Me Tonight» - Bettye LaVette - «Honest» - MAJOR - «Made For Love» - Charlie Wilson ft. Lalah Hathaway |      |

Mejor canción de R&B
| Ganador/Receptor      | Nominados | Ref. |
| --------------------- | --- | ---- |
| «Boo'd Up» - Ella Mai | - «Come Through and Chill» - Miguel ft. J. Cole & Salaam Remi - «Feels Like Summer» - Childish Gambino - «Focus» - H.E.R. - «Long As I Live» - Toni Braxton |      |

Mejor álbum urbano contemporáneo
| Ganador/Receptor                                   | Nominados | Ref. |
| -------------------------------------------------- | --- | ---- |
| Everything Is Love - The Carters (Beyoncé & Jay Z) | - The Kids Are Alright - Chloe x Halle - Chris Dave And The Drumhedz - Chris Dave And The Drumhedz - War & Leisure- Miguel - Ventriloquism - Meshell Ndegeocello |      |

Mejor álbum de R&B
| Ganador/Receptor | Nominados | Ref. |
| ---------------- | --- | ---- |
| H.E.R. - H.E.R.  | - Sex & Cigarettes - Toni Braxton - Good Thing - Leon Bridges - Honestly - Lalah Hathaway - Gumbo Unplugged (Live) - PJ Morton |      |

### Rap
Mejor interpretación de rap
| Ganador/Receptor                                                                           | Nominados | Ref. |
| ------------------------------------------------------------------------------------------ | --- | ---- |
| «King's Dead» - Kendrick Lamar, Jay Rock, Future & James Blake & «Bubblin» - Anderson Paak | - «Be Careful» - Cardi B - «Nice For What» - Drake - «Sicko Mode» - Travis Scott, Drake, Big Hawk & Swae Lee |      |

Mejor interpretación rap/cantada
| Ganador/Receptor                     | Nominados | Ref. |
| ------------------------------------ | --- | ---- |
| «This Is America» - Childish Gambino | - «Like I Do» - Christina Aguilera ft. Goldlink - «Pretty Little Fears» - 6lack ft. J. Cole - «All The Stars» - Kendrick Lamar & SZA - «Rockstar» - Post Malone ft. 21 Savage |      |

Mejor canción de rap
| Ganador/Receptor     | Nominados | Ref. |
| -------------------- | --- | ---- |
| «God's Plan» - Drake | - «King's Dead» - Kendrick Lamar, Jay Rock, Future & James Blake - «Lucky You» - Eminem ft. Joyner Lucas - «Sicko Mode» - Travis Scott, Drake, Big Hawk & Swae Lee - «Win» - Jay Rock |      |

Mejor álbum de rap
| Ganador/Receptor              | Nominados                                                                                            | Ref. |
| ----------------------------- | --- | ---- |
| Invasion of Privacy - Cardi B | - Swimming - Mac Miller - Victory Lap - Nipsey Hussle - Daytona- Pusha T - Astroworld - Travis Scott |      |

### Country
Mejor interpretación de country solista
| Ganador/Receptor                | Nominados | Ref. |
| ------------------------------- | --- | ---- |
| «Butterflies» - Kacey Musgraves | - «Wouldn't It Be Great?» - Loretta Lynn - «Mona Lisas And Hatters» - Maren Morris - «Millionaire» - Chris Stapleton - «Parallel Line» - Keith Urban |      |

Mejor interpretación de country dúo o grupo
| Ganador/Receptor       | Nominados | Ref. |
| ---------------------- | --- | ---- |
| «Tequila» - Dan + Shay | - «Shoot Me Straight» - Brothers Osborne - «When Someone Stops Loving You» - Little Big Town - «Dear Hate» - Maren Morris ft. Vince Gill - «Meant to Be» - Bebe Rexha & Florida Georgia Line |      |

Mejor canción de country
| Ganador/Receptor                 | Nominados | Ref. |
| -------------------------------- | --- | ---- |
| «Space Cowboy» - Kacey Musgraves | - «Break Up In The End» - Cole Swindell - «Dear Hate» - Maren Morris ft. Vince Gill - «I Lived It» - Blake Shelton - «Tequila» - Dan + Shay - «When Someone Stops Loving You» - Little Big Town |      |

Mejor álbum de country
| Ganador/Receptor              | Nominados | Ref. |
| ----------------------------- | --- | ---- |
| Golden Hour - Kacey Musgraves | - Unapologetically - Kelsea Ballerini - Port Saint Joe - Brothers Osborne - Girl Going Nowhere - Ashely McBryde - From A Room: Volume 2 - Chris Stapleton |      |

### New Age
Mejor álbum de new age
| Ganador/Receptor        | Nominados | Ref. |
| ----------------------- | --- | ---- |
| Opium Moon - Opium Moon | - Hiraeth - Lisa Gerrard & David Kuckhemann - Beloved - Snatam Kaur - Molecules Of Motion- Steve Roach - Moku Maluhia - Peaceful Island - Jim Kimo West |      |

### Jazz
Mejor interpretación de jazz instrumental solista
| Ganador/Receptor                                            | Nominados | Ref. |
| ----------------------------------------------------------- | --- | ---- |
| «Don't Fence Me In» - John Daversa Big Band ft. DACA Artist | - «Some Of That Sunshine» - Karrin Allyson - «We See» - Fred Hersch, soloists - «De-Dah» - Brah Mehldau Trio - «Cadenas» - Miguel Zenón ft. Spektral Quartet |      |

Mejor álbum vocal de jazz
| Ganador/Receptor                    | Nominados | Ref. |
| ----------------------------------- | --- | ---- |
| The Window - Cécile McLorin Salvant | - My Mood Is You - Freddy Cole - The Questions - Kurt Elling - The Subject Tonight Is Love - Kate McGarry with Keith Ganz & Gary Versace - If You Really Want - Raul Midón with The Metropole Orkest Conducted By Vince Mendoza |      |

Mejor álbum instrumental de jazz
| Ganador/Receptor                   | Nominados | Ref. |
| ---------------------------------- | --- | ---- |
| Emanon - The Wayne Shorter Quartet | - Diamond Cut - Tia Fuller - Live in Europe - Fred Hersch Trio - Seymour Reads The Constitutions - Brad Mehldau Trio - Still Dreaming- Joshua Redman, Ron Miles, Scott Colley & Brian Blade |      |

Mejor álbum de jazz conjunto
| Ganador/Receptor                                                                            | Nominados | Ref. |
| ------------------------------------------------------------------------------------------- | --- | ---- |
| American Dreamers: Voices Of Hope, Music Of Freedom - John Daversa Big Band ft. DACA Artist | - All About That Bassie - The Count Basie Orchestra Directed By Scott Barnhart - Presence - Orri Evans And The Captain Black Big Band - All Can Work- John Hollenbeck Large Ensamble - Barefoot Dances And Other Visions - Jim McNeely & The Frankfurt Radio Big Band |      |

Mejor álbum de jazz latino
| Ganador/Receptor                            | Nominados | Ref. |
| ------------------------------------------- | --- | ---- |
| Back To The Sunset - Dafnis Prieto Big Band | - Heart of Brazil - Eddie Daniels - West Side Story Reimagined - Bobby Sanabria Multiverse Big Band - Cinque- Elio Villafranca - Yo Soy La Tradición - Miguel Zenón ft. Spektral Quartet |      |

### Gospel/Música Cristiana Contemporánea
Mejor interpretación/canción de gospel
| Ganador/Receptor                             | Nominados | Ref. |
| -------------------------------------------- | --- | ---- |
| «Never Alone» - Tori Kelly ft. Kirk Franklin | - «You Will Win» - Jekalyn Carr - «Won't He Do It» - Koryn Hawthorne - «Cycles»- Jonathan McReynolds ft. DOE - «A Great Work» - Brian Courtney Wilson |      |

Mejor interpretación/canción de música cristiana contemporánea
| Ganador/Receptor          | Nominados | Ref. |
| ------------------------- | --- | ---- |
| «You Say» - Lauren Daigle | - «Reckless Love» - Cory Asbury - «Joy» - For King & Country - «Grace Got You»- MercyMe ft. John Reuben - «Known» - Tauren Wells |      |

Mejor álbum de gospel
| Ganador/Receptor          | Nominados | Ref. |
| ------------------------- | --- | ---- |
| Hiding Place - Tori Kelly | - One Nation Under God - Jekalyn Carr - Make Room - Jonatan McReynolds - The Other Side- The Walls Group - A Great Work - Brian Courtney Wilson |      |

Mejor álbum de música cristiana contemporánea
| Ganador/Receptor              | Nominados | Ref. |
| ----------------------------- | --- | ---- |
| Look Up Child - Lauren Daigle | - Hallelujah Here Below - Elevation Worship - Living With A Fire - Jesus Culture - Surrounded- Michael W. Smith - Survivor: Live From Harding Prison - Zach Williams |      |

Mejor álbum de raíces evangélicas
| Ganador/Receptor         | Nominados | Ref. |
| ------------------------ | --- | ---- |
| Unexpected - Jason Crabb | - Clear Skies - Ernie Haase & Signature Sound - Favorites: Revisited By Request - The Isaacs - Still Standing- The Martins - Love Love Love - Gordon Mote |      |

### Latina
Mejor álbum de pop latino
| Ganador/Receptor        | Nominados | Ref. |
| ----------------------- | --- | ---- |
| Sincera - Claudia Brant | - Prometo - Pablo Alborán - Musas (un homenaje al folclore latinoamericano en manos de Los Macorinos, vol. 2) - Natalia Lafourcade - 2:00 AM - Raquel Sofía - Vives - Carlos Vives |      |

Mejor álbum de rock, urbano o alternativo latino
| Ganador/Receptor | Nominados | Ref. |
| ---------------- | --- | ---- |
| Aztlán - Zoé     | - Claroscura - Aterciopelados - COASTCITY - COASTCITY - Encanto Tropical - Monsieur Periné - Gourmet- Orishas |      |

Mejor álbum de música regional mexicana (incluye tejano)
| Ganador/Receptor                   | Nominados | Ref. |
| ---------------------------------- | --- | ---- |
| ¡México Por Siempre! - Luis Miguel | - Primero soy mexicana - Ángela Aguilar - Sincera - Calibre 50 - Totalmente Juan Gabriel Vol. II - Aída Cuevas - Cruzando Borders- Los Texmaniacs |      |

Mejor álbum tropical latino
| Ganador/Receptor                      | Nominados | Ref. |
| ------------------------------------- | --- | ---- |
| Anniverary - Spanish Harlem Orchestra | - Pa' Mi Gente - Charlie Aponte - Legado - Formell Y Los Van Van - Orquesta Akokán - Orquesta Akokán - Ponle Actitud - Felipe Peláez |      |

### Música de raíces americanas
Mejor interpretación de raíces americanas
| Ganador/Receptor          | Nominados | Ref. |
| ------------------------- | --- | ---- |
| The Joke - Brandi Carlile | - Kick Rocks - Sean Ardoin - Saint James Infirmary Rules - Jon Batiste - All On My Mind- Anderson East - Last Man Standing - Willie Nelson |      |

Mejor canción de raíces americanas
| Ganador/Receptor            | Nominados | Ref. |
| --------------------------- | --- | ---- |
| «The Joke» - Brandi Carlile | - «All The Trouble» - Lee Ann Womack - «Build A Bridge» - Mavis Staples - «Knockin' On Your Screen» - John Prine - «Summer's End» - John Prine |      |

Mejor álbum de americana
| Ganador/Receptor                           | Nominados | Ref. |
| ------------------------------------------ | --- | ---- |
| By The Way, I Forgive You - Brandi Carlile | - Things Have Changed - Bettye LaVette - The Tree Of Forgiveness - John Prine - The Lonely, The Lonesome & The Gone - Lee Ann Womack - One Drop Of Truth - The Wood Brothers |      |

Mejor álbum de bluegrass
| Ganador/Receptor                                | Nominados | Ref. |
| ----------------------------------------------- | --- | ---- |
| The Travelin' McCourys - The Travelin' McCourys | - Portraits In Fiddles - Mike Barnett - Sister Sadie II - Sister Sadie - Rivers And Roads - Special Consensus - North Of Despair - Wood & Wire |      |

Mejor álbum de blues tradicional
| Ganador/Receptor                        | Nominados | Ref. |
| --------------------------------------- | --- | ---- |
| The Blues Is Alive And Well - Buddy Guy | - Somethings Smells Funky 'Round Here - Elvin Bishop's Big Fun Trio - Benton County Relic - Cedric Burnside - No Mercy In This Land - Ben Harper And Charlie Musselwhite - Don't You Feel My Leg (The Naughty Bawdy Blues Of Blue Lu Barker) - Maria Muldaur |      |

Mejor álbum de blues contemporáneo
| Ganador/Receptor                         | Nominados | Ref. |
| ---------------------------------------- | --- | ---- |
| Please Don't Be Dead - Fantastic Negrito | - Here In Babylon - Teresa James And The Rythm Tramps - Cry No More - Danielle Nicole - Out Of The Blues - Boz Scaggs - Victor Wainwright And The Train - Victor Wainwright And The Train |      |

Mejor álbum de folk
| Ganador/Receptor            | Nominados | Ref. |
| --------------------------- | --- | ---- |
| All Ashore - Punch Brothers | - Whistle Down The Wind - Joan Báez - Black Cowboys - Dom Flemons - Rifles & Rosary Beads - Mary Gauthier - Weed Garden - Iron & Wine |      |

Mejor álbum de raíces regionales
| Ganador/Receptor        | Nominados | Ref. |
| ----------------------- | --- | ---- |
| No 'Ane'i - Kalani Pe'a | - Kreole Rock And Soul - Sean Ardoin - Spyboy - Cha Wa - Aloha From Na Hoa - Na Hoa - Mewasinsational - Cree Round Dance Songs - Young Spirit |      |

### Reggae
Mejor álbum de reggae
| Ganador/Receptor        | Nominados | Ref. |
| ----------------------- | --- | ---- |
| 44/876 - Sting & Shaggy | - As The World Turns - Black Uhuru - Reggae Forever - Etana - Rebellion Series - Ziggy Marley - A Matter Of Time- Protoje |      |

### Música mundial
Mejor álbum de música mundial
| Ganador/Receptor              | Nominados | Ref. |
| ----------------------------- | --- | ---- |
| Freedom - Soweto Gospel Choir | - Deran - Bombino - Fenfo - Fatoumata Diawara - Black Times - Seun Kuti & Egypt 80 - The Lost Song of World War II - Yiddish Glory |      |

### Infantil
Mejor álbum infantil
| Ganador/Receptor                                | Nominados | Ref. |
| ----------------------------------------------- | --- | ---- |
| All The Sounds - Lucy Kalantari & The Jazz Cats | - Building Blocks - Tim Kubart - Falu's Bazaar - Falu - Giants Of Science - The Pop Ups - The Nation Of Imagine - Frank & Deane |      |

### Hablado
Mejor álbum hablado (incluye poesía, audiolibros y narraciones)
| Ganador/Receptor                         | Nominados | Ref. |
| ---------------------------------------- | --- | ---- |
| Faith - A Journey For All - Jimmy Carter | - Accessory To War (Neil DeGrasse Tyson & Avis Lang) - Courtney B. Vance - Calypso - David Sedaris - Creativ Quest - Questlove - The Last Black Unicorn - Tiffany Haddish |      |

### Comedia
Mejor álbum de comedia
| Ganador/Receptor                                  | Nominados | Ref. |
| ------------------------------------------------- | --- | ---- |
| Equanimity & The Bird Revelation - Dave Chappelle | - Annihilation - Patton Oswalt - Equanimity & The Bird Revelation - Dave Chappelle - Noble Ape - Jim Gaffigan - Standup For Drummers - Fred Armisen - Tamborine - Chris Rock |      |

### Teatro musical
Mejor álbum de teatro musical
| Ganador/Receptor                          | Nominados | Ref. |
| ----------------------------------------- | --- | ---- |
| The Band's Visit - Original Broadway Cast | - Carousel - 2018 Broadway Cast - Jesus Christ Superstar - Original Television Cast - My Fair Lady - 2018 Broadway Cast - Once On This Island - New Broadway Cast |      |

### Música para medios visuales
Mejor banda sonora compilada para medios visuales
| Ganador/Receptor                  | Nominados | Ref. |
| --------------------------------- | --- | ---- |
| El gran showman - Varios artistas | - Call Me by Your Name - Varios artistas - Deadpool 2 - Varios artistas - Lady Bird- Varios artistas - Stranger Things - Varios artistas |      |

Mejor banda sonora compuesta para medios visuales
| Ganador/Receptor                             | Nominados | Ref. |
| -------------------------------------------- | --- | ---- |
| Black Panther - Ludwig Göransson, compositor | - Blade Runner 2049 - Benjamin Wallfisch & Hans Zimmer, compositores - Coco - Michael Giacchino, compositor - La forma del agua - Alexandre Desplat, compositor - Star Wars: Episodio VIII - Los últimos Jedi - John Williams, compositor |      |

Mejor canción escrita para medios visuales
| Ganador/Receptor                                           | Nominados | Ref. |
| ---------------------------------------------------------- | --- | ---- |
| «Shallow» - Lady Gaga & Bradley Cooper (de A Star Is Born) | - «All The Stars» - Kendrick Lamar & SZA (de Black Panther) - «Mystery Of Love» - Sufjan Stevens (de Call Me by Your Name) - «Remember Me» - Miguel ft. Natalia Lafourcade (de Coco) - «This Is Me» - Keala Settle & The Greatest Showman Ensemble (de The Greater Showman) |      |

### Composición/arreglo
Mejor composición instrumental
| Ganador/Receptor                   | Nominados | Ref. |
| ---------------------------------- | --- | ---- |
| Blut und Boden - Terence Blanchard | - Chrysalis - Kittel & Co. - Infinity War - Alan Silvestri - Mine Mission - John Powell & John Williams - The Shape of Water - Alexandre Desplat |      |

Mejor arreglo, instrumental o a capella
| Ganador/Receptor                                                   | Nominados | Ref. |
| ------------------------------------------------------------------ | --- | ---- |
| Stars And Stripes Forever - John Daversa Big Band ft. DACA Artists | - Batman Theme (TV) - Randy Waldman ft. Wynton Marsalis - Change The World - Take 6 - Madrid Finale - John Powell - The Shape of Water - Alexandre Desplat |      |

Mejor arreglo, instrumental y vocales
| Ganador/Receptor                                          | Nominados | Ref. |
| --------------------------------------------------------- | --- | ---- |
| Spiderman Theme - Randy Waldman ft. Take 6 & Chris Potter | - It Was a Very Good Year - Willie Nelson - Jolene - Dan Pugach - Mona Lisa - Gregory Porter - Niña - Magos Herrera & Brooklyn Rider |      |

### Empaque
Mejor empaque de grabación
| Ganador/Receptor           | Nominados | Ref. |
| -------------------------- | --- | ---- |
| Masseduction - St. Vincent | - Be The Cowboy - Mitski - Love Yourself: Tear - BTS - The Offering - The Chairman - Well Kept Thing- Foxhole |      |

Mejor empaque en caja o edición especial limitada
| Ganador/Receptor                                                             | Nominados | Ref. |
| ---------------------------------------------------------------------------- | --- | ---- |
| Squeeze Box: The Complete Works Of "Weird Al" Yankovic - "Weird Al" Yankovic | - Appetite For Destruction (Locked N' Loaded Box) - Guns N' Roses - I'll Be Your Girl - The Decemberists - Pacific Northwest '73-74': The Complete Recordings - Grateful Dead - Too Many Bad Habits - Johnny Nicholas |      |

### Histórico
Mejor álbum histórico
| Ganador/Receptor                                                                            | Nominados | Ref. |
| ------------------------------------------------------------------------------------------- | --- | ---- |
| Voices of Mississippi: Artists And Musicians Documented By William Ferris - Varios artistas | - Any Other Way - Jackie Shane - At The Louisiana Hayride Tonight - Varios artistas - Battleground Korea: Songs And Sounds Of America's Forgotten War - Varios artistas - A Rhapsody In Blue - The Extraordinary Life Of Oscar Levant - Oscar Levant |      |

### Producción, no clásico
Mejor ingeniería de álbum, no clásico
| Ganador/Receptor | Nominados | Ref. |
| ---------------- | --- | ---- |
| Colors - Beck    | - All The Things That I Do And All The Things That I Didn't Do - The Milk Cartoon Kids - Earthtones - Bahamas - Head Over Heels - Chromeo - Voicenotes - Charlie Puth |      |

Productor del año, no clásico
| Ganador/Receptor  | Nominados                                          | Ref. |
| ----------------- | -------------------------------------------------- | ---- |
| Pharrell Williams | - Boi-1da - Larry Klein - Linda Perry - Kanye West |      |

Mejor grabación remix
| Ganador/Receptor                      | Nominados | Ref. |
| ------------------------------------- | --- | ---- |
| Walking Away (Mura Masa Remix) - Haim | - Audio (CID Remix) - LSD - How Long (EDX's Dubai Skyline Remix) - Charlie Puth - Only Road (Cosmic Gate Remix) - Gabriel & Dresden ft. Sub Teal - Stargazing (Kaskade Remix)- Kygo ft. Justin Jesso |      |

### Producción, audio inmersivo
Mejor álbum de audio inmersivo
| Ganador/Receptor                                                    | Nominados | Ref. |
| ------------------------------------------------------------------- | --- | ---- |
| Eye In The Sky - 35h Anniversary Edition - The Alan Parsons Project | - Folketoner - Anne Karin Sundal-Ask & Det Norske Jentekor - Seven Words From The Cross - Matthew Guard & Skylark - Sommerro: Ujamaa & The Iceberg - Ingar Heine Bergby, Trondheim Symphony Orchestra & Choir - Symbol - Engine-Earz Experiment |      |

### Producción, clásico
Mejor ingeniería de álbum, clásico
| Ganador/Receptor                                                                  | Nominados | Ref. |
| --------------------------------------------------------------------------------- | --- | ---- |
| Shostakovich: Symphonies Nos. 4 & 11 - Andris Nelsons & Boston Symphony Orchestra | - Bates: The (R)evolution Of Steve Jobs - Michael Christie, Garrett Sorenson, Wei Wu, Sasha Cooke, Edward Parks, Jessica E. Jones & Santa Fe Opera Orchestra - Beethoven: Symphony No. 3; Strauss: Horn Concerto No. 1 - Manfred Honeck & Pittsburgh Symphony Orchestra - John Williamas At The Movies - Jerry Junkin & Dallas Winds - Liquid Melancholy - Clarinet Music Of James M. Stephenson - John Bruce Yeh - Visions And Variations - A Far Cry |      |

Productor del año, clásico
| Ganador/Receptor | Nominados                                                        | Ref. |
| ---------------- | ---------------------------------------------------------------- | ---- |
| Blanton Alspaugh | - David Frost - Elizabeth Ostrow - Judith Sherman - Dirk Sobotka |      |

### Clásica
Mejor interpretación orquestal
| Ganador/Receptor                                                 | Nominados | Ref. |
| ---------------------------------------------------------------- | --- | ---- |
| Shostakovich: Symphonies Nos. 4 & 11 - Boston Symphony Orchestra | - Beethoven: Symphony No. 3; Strauss: Horn Concerto No. 1 - Pittsburgh Symphony Orchestra - Nielsen: Symphony No. 3 & Symphony No. 4 - Seattle Symphony - Ruggles, Stucky & Harbison: Orchestral Works - National Orchestral Institute Philharmonic - Schumann: Symphonies Nos. 1-4 - San Francisco Symphony |      |

Mejor grabación de ópera
| Ganador/Receptor                                                     | Nominados | Ref. |
| -------------------------------------------------------------------- | --- | ---- |
| Bates: The (R)evolution of Steve Jobs - The Santa Fe Opera Orchestra | - Adamas: Doctor Atomic - BBC Symphony; BBC Singers - Lullu: Alceste - Les Talens Lyriques, Choeur de Chambre de Namur - Strauss, R.: Der Rosenkavalier - Metropolitan Opera Orchestra; Metropolitan Opera Chorus - Verdi: Rigoletto - Kaunas City Symphony Orchestra; Men of The Kaunas State Choir |      |

Mejor interpretación coral
| Ganador/Receptor | Nominados | Ref. |
| --- | --- | ---- |
| McLoskey: Zealot Canticles - Doris Hall-Gulati, Rebeca Harris, Arlen Hlusko, Lorenzo Raval & Mandy Wolman; The Crossing | - Chesnokov: Teach Me Thy Statutes - Mikhail Davydov & Vladimir Krasov; PaTRAM Institute Male Choir - Kastalsky: Memory Eternal - The Clarion Choir - Rachmaninov: The Bells - Oleg Dolgov, Alexey Markov & Tatiana Pavlovskaya; Symphonieorchester des Bayerischen Rundfunks; Chor Des Bayerischen Rundfunks - Seven Words From The Cross - Skylark |      |

Mejor interpretación de música de cámara/conjunto pequeño
| Ganador/Receptor                                              | Nominados | Ref. |
| ------------------------------------------------------------- | --- | ---- |
| Anderson, Laurie: Landfall - Laurie Anderson & Kronos Quartet | - Beethoven, Shostakovich & Bach - The Danish String Quartet - Blueprinting - Aizuri Quartet - Stravinsky: The Rite Of Spring Concerto For Two Pianos - Leif Ove Andsnes & Marc-André Hamelin - Visions And Variations - A Far Cry |      |

Mejor instrumental clásico solista
| Ganador/Receptor                           | Nominados | Ref. |
| ------------------------------------------ | --- | ---- |
| Kernis: Violin Concerto - Seattle Symphony | - Bartók: Piano Concerto No. 2 - Berliner Philharmoniker - Biber: The Mistery Sonatas - Boston Baroque - Bruch: Scottish Fantasy, Op. 46; Violin Concerto No. 1 In G Minor, Op. 26 - The Academy Of St. Martin In The fields - Glass: Three Pieces In The Shape Of A Square - Craig Morris |      |

Mejor álbum clásico vocal solista
| Ganador/Receptor | Nominados | Ref. |
| --- | --- | ---- |
| Songs Of Orpheus - Monteverdi, Caccini, D'india & Landi - Karim Sulayman; Jeannette Sorrell, conductor; Apollo's Fire, conjuntos | - ARC - Les Violons Du Roy - The Handel Album - Philippe Jaroussky; Artaserse, conjunto - Mirages - Alexandre Tharaud; Marianne Crebassa & Jodie Devos; Les Siecles - Schubert: Winterreise - Randall Scarlata; Gilbert Kalish, acompañante |      |

Mejor compendio musical clásico
| Ganador/Receptor                                                                                              | Nominados | Ref. |
| --- | --- | ---- |
| Fuchs: Piano Concerto 'Spiritualist'; Poems Of Life; Rush - JoAnn Falletta, conductor; Tim Handley, productor | - Gold - The King's Singers; Nigel Short, productor - The John Adams Edition - Simon Rattle, conductor; Christoph Franke, productor - John Williams At The Movies - Jerry Junkin, condcutor; Donald J. McKinney, productor - Vaughan Williams: Piano Concerto; Oboe Concerto; Serenade To Music; Flos Campi - Peter Oundjian, conductor; Blanton Alspaugh, productor |      |

Mejor composición clásica contemporánea
| Ganador/Receptor                                                         | Nominados | Ref. |
| ------------------------------------------------------------------------ | --- | ---- |
| Kernis: Violin Concerto - James Ehnes, Ludovic Morlot & Seattle Symphony | - Bates: (R)evolution Of Steve Jobs - Michael Christie, Garrett Sorenson, We Wu, Sasha Cooke, Edward Parks, Jessica E. Jones & Santa Fe Opera Orchestra - Du Yun: Air Glow' - International Contemporary Ensemble - Heggie: Great Scott - Patrick Summers, Manuel Palazzo, Mark Hancock, Michael Mayes, Rodell Rosel, Kevin Burdette, Anthony Roth Constanzo, Nathan Gunn, Frederica von Stade, Ailyn Pérez, Joyce DiDonato, Dallas Opera Chorus & Orchestra - 'Mazzoli: Vespers For Violin - Olivia De Prato |      |

### Video o película musical
Mejor video musical
| Ganador/Receptor                     | Nominados | Ref. |
| ------------------------------------ | --- | ---- |
| «This is America» - Childish Gambino | - «APES***T» - The Carters (Beyoncé & Jay Z) - «I'm Not Racist» - Joyner Lucas - «Pynk» - Janelle Monáe - «Mumbo Jumbo» - Tierra Whack |      |

Mejor película musical
| Ganador/Receptor        | Nominados | Ref. |
| ----------------------- | --- | ---- |
| «Quincy» - Quincy Jones | - «Life In 12 Bars» - Eric Clapton - «Whitney» - (Whitney Houston); director y productores. - «Itzhak» - Itzhak Perlman - «Elvis Presley» - (Elvis Presley); director y productores. |      |

## Múltiples nominaciones y premios
Múltiples nominaciones
| Ocho: - Kendrick Lamar | Siete: - Drake | Seis: - Boi-1da - Brandi Carlile | Cinco: - Cardi B - Lady Gaga - H.E.R. - Maren Morris - Childish Gambino - Mike Bozzi | Cuatro: - Kacey Musgraves |

Múltiples premios
| Cuatro - Childish Gambino - Kacey Musgraves | Tres - Lady Gaga - Brandi Carlile - John Daversa | Dos - H.E.R - Dua Lipa - Mark Ronson - Tori Kelly - Lauren Daigle |